# 정승환 (희극인)
정승환(鄭承煥, 1982년 9월 6일~)은 대한민국의 희극인으로 2011년에 KBS 공채 개그맨 26기로 데뷔하였고 2023년 11월 이후 방송이 재개된 KBS 개그콘서트에서 활동 중이다.

## 생애
그는 서울에서 태어나 개그콘서트 《'풀하우스'》와 《'슈퍼스타 KBS'》에 혈액형 브라더스 중 소심한 A형으로도 출연했었고 《'멘붕스쿨'》과 《'노애'》, 《'우주라이크'》, 《'대륙의 별'》등에 출연했기도 했다. 2015년 6월 20일 서울 영등포구 여의도 KT웨딩홀에서 8세 연하의 신부 김인애씨와 결혼 웨딩마치를 올렸다. 그리하여 신혼여행을 보내는 동안 잠시 하차했고 그 다음날 여행을 마치고 다시 복귀했다. 2018년에 아들을 낳았고 아빠가 되었다.

## 학력
- 동아방송예술대학교 연극영화과

## 출연작품

### 방송
- 《개그스타》(KBS)
- 《개그콘서트》(KBS)
  - 〈그땐 그랬지〉쫄쫄이 군단 역
  - 〈슈퍼스타 KBS〉혈액형 브라더스 A형 역
  - 〈풀하우스〉
  - 〈멘붕스쿨〉
  - 〈노애〉
  - 〈남자가 필요없는 이유〉나만 바라봐주는 남자 역
  - 〈로비스트〉마이크 정 역
  - 〈편하게 있어〉신입사원 역
  - 〈대학로 로맨스〉허안나의 선배 역
  - 〈나 혼자 남자다〉
  - 〈은밀하게 연애하게〉
  - 〈왕입니다요〉정내시 역
  - 〈우주 라이크〉관제센터 대원 역
  - 〈대륙의 별〉여행사 직원 역
  - 〈301 302〉301호 남자 역
  - 〈요리하는 고야〉
  - 〈상남자들〉요물커피주인 역
  - 〈나쁜 녀석들〉
  - 〈명탐정 송길동〉왓슨 역
  - 〈비호행〉
  - 〈불상사〉대리 → 여성사원 역
  - 〈전설의 개그맨 정명훈〉진행자 역
  - 〈창과 방패〉
  - 〈일당 Back〉
  - 〈극단적 극단〉
  - 〈속 보이스〉
  - 〈구린 라이트〉
  - 〈쿵푸허술〉

- 《안전을 약속해》(EBS1)
- 《한자로 통(通)하는 삼국지》)(EBS1)후배 역
- 《이제 만나러 갑니다》 (채널A)

### 영화
- 《청춘정담》(2013년) - 앞집남자 역

## 유행어
- 승환이에요! (풀하우스)
- 제~발 그만들 좀 하세요~! 이 놈의 집구석 지긋지긋 하다고요! (풀하우스)
- 승환이에요! 환! 환! ~할 때 환! (풀하우스)
- 아니아니 그게 아니고요~ (멘붕스쿨)
- ~가 ~했는데 너무 야해요~!(멘붕스쿨)
- 소~~라야~!!!!! (남자가 필요없는 이유)
- 너 되게 낯설다. (남자가 필요없는 이유)
- 남자들이랑 ~를 자주해보셨나봐요? (남자가 필요없는 이유)
- 요~물! 요물! 오빠를 들었다 놨다 들었다 놨다 요물! (남자가 필요없는 이유)
- 아니다! 오늘 처음 온 내가 바보네! (남자가 필요없는 이유)
- 너 원래 이렇게 끼부리니? (남자가 필요없는 이유)
- 따잇! 지금 뭐하시는 거예요? (로비스트)
- 아줌마 누구세요? (로비스트)
- 그런 억지가 어딨어요? (로비스트)
- 여~기 있잖소!~ (나혼자 남자다)
- 이쁴다~ (나혼자 남자다)
- 누구에요? (왕입니다요)
- 델타, 델타. 응답하라~ (우주라이크)
- 여기는 관재 센터... 인다. 저는 정승.. 이뎃.. 이뎃... (우주라이크)
- 00을 주웠다 (301 302)
- 으이그! 못났다! 못났어! 남자들이 여자한테 차였다고 징징대기나 하고!(상남자들)
- 없어~! 난 헤어진 여자 이름도 생각도 안나!(상남자들)
- 이 코너는 개콘 유일의 리얼 코너입니다. (정명훈)
- 주제부터 보시죠! (정명훈)
- 오늘 주제는 바로~ ○○○입니다! (정명훈)
- 우왁!!! 송영길이다!!!! 웃길 수 있겠다!!!! (정명훈)
- 개그맨 정명훈씨 입니다. (정명훈)
- 누누이 말씀드리지만 이 분의 개그경력은 자그마치 20년입니다. (정명훈)